# Stripped (Macy Gray)
Stripped è il nono album in studio della cantante statunitense Macy Gray, pubblicato nel 2016.

## Tracce
1. Annabelle – 5:10
2. Sweet Baby – 5:03
3. I Try – 4:16
4. Slowly – 5:17
5. She Ain't Right for You – 4:56
6. First Time – 4:10
7. Nothing Else Matters – 6:40
8. Redemption Song – 3:23
9. The Heart – 5:15
10. Lucy – 6:48